# Michael Pilz (Regisseur)
Michael Pilz (* 12. Februar 1943 in Gmünd, Niederösterreich) ist ein österreichischer Regisseur, Produzent und Drehbuchautor.

## Leben und Wirken
Michael Pilz wurde am 12. Februar 1943 in Gmünd geboren. Seit seinem 11. Lebensjahr beschäftigte er sich mit Fotografie, mit 14 Jahren drehte er seinen ersten 8-mm-Film.
Pilz war von 1952 bis 1955 Sängerknabe im Zisterzienserstift Zwettl, von 1956 bis 1962 besuchte er die HTL in Wien. Die frühen Einflüsse auf seine Filmkunst waren sowjetische Nachrichten/Propagandafilme, die Gregorianik, Samuel Beckett, Jazz und die Filme des Jean-Luc Godard und des New American Cinema.
1964 immatrikulierte er an der Filmabteilung der Universität für Musik und darstellende Kunst Wien, brach das Studium jedoch wieder ab und wurde freischaffender Fotograf. Später absolvierte er ein Volontariat bei einer niederländischen Werbefilmproduktion. Er drehte erste Experimental- und Kurzfilme auf 16-mm und Super 8. Von 1971 bis 1978 war er vor allem für das Fernsehen tätig.
1976 erhielt er seine eigene Produktionslizenz. Er war Mitbegründer des Syndikats der Österreichischen Filmschaffenden. Sein erster internationaler Erfolg war der 1979/82 entstandene zweiteilige Dokumentarfilm Himmel und Erde. Seit 1997 unternimmt Pilz Reisen in Entwicklungsländer. Er behandelt die Reisen in seinen Filmen, wie zum Beispiel im Jahr 2000 (Indian Diary -- Days at Sree Sankara) oder die Reisen nach Simbabwe im Jahr 1997 („Across the River“), 2002 (Gwenyambira Simon Mashoko).
Im November 2008 zeigte das Österreichische Filmmuseum eine Retrospektive seiner Werke.
Die Diagonale 2014 zeigt den Dokumentarfilm Franz Grimus.
Pilz heiratete zwei Mal, 1967 und 1982. Insgesamt hat er vier Kinder. Er lebt in Wien.

## Auszeichnungen
- 1970 + 1971: Filmförderungspreis der Stadt Wien
- 1983: Prix du Jury Oecumenique, Festival du Film Documentaire, Nyon (Schweiz) für Himmel und Erde
- 1983: Grand Prix für besten Dokumentarfilm, Festival Figueira da Foz (Portugal) für Himmel und Erde
- 1996: Österreichischer Würdigungspreis für Filmkunst
- 1997: Honorary Media Art/Documentary Film Award, Niederösterreichische Landesregierung

## Veröffentlichungen
- 1986: Kein Film – Ein Stückwerk: Dziga Vertov (Eigenverlag)
- 1989: Donner. blitzt – Notizen zu einem Filmprojekt (FELDBERG), Niederösterreichisches Landesmuseum, Neue Serie Nr. 245
- Olaf Möller, Michael Omasta (Hg.), Michael Pilz. Auge Kamera Herz, FilmmuseumSynemaPublikationen Band 10, Wien 2008, ISBN 978-3-901644-29-0